# Amanda Barrie
Amanda Barrie est une actrice britannique née le 14 septembre 1935 à Ashton-under-Lyne.

## Filmographie partielle
- 1959 : Operation Bullshine de Gilbert Gunn
- 1961 : What a Whopper de Gilbert Gunn (non créditée)
- 1961 : Why Bother to Knock de Cyril Frankel (non créditée)
- 1962 : A Pair of Briefs de Ralph Thomas
- 1963 : Carry on Cabby  de Gerald Thomas : Anthea
- 1963 : Docteur en détresse de Ralph Thomas : Rona
- 1964 : Arrête ton char Cléo de Gerald Thomas : Cléopâtre
- 1965 : I've Gotta Horse de Kenneth Hume : Jo
- 1975 : Objectif Lotus (One of Our Dinosaurs Is Missing) de Robert Stevenson : Mrs. B.J. Spence
- 2018 : Together de Paul Duddridge : Margaret

## Vie privée
Amanda Barry a longtemps caché sa bisexualité par peur d'un impact négatif sur sa carrière. Elle épouse sa partenaire de longue date la journaliste Hilary Bonner en 2014 et fait son coming out à l'âge de 67 ans ,.